# Talagante
Talagante är huvudorten i provinsen Talagante i regionen Región Metropolitana de Santiago i centrala Chile. Folkmängden uppgick till cirka 57 000 invånare vid folkräkningen 2017.